# Michael Eppelstun
Michael Eppelstun est un bodyboardeur australien. Il a été champion du monde de sa discipline en 1993.